# Christian Myklebust
Christian Rønstad Myklebust (Ålesund, 11 marzo 1992) è un calciatore norvegese, attaccante della Norges Handelshøyskole.

## Carriera

### Club
Myklebust ha iniziato la carriera con la maglia dell'Aalesund. Ha debuttato in squadra il 19 maggio 2010, in un match valido per l'edizione stagionale del Norgesmesterskapet: è subentrato a Magnus Sylling Olsen nella vittoria per 2-3 in casa dello Skarbøvik. Per l'esordio nell'Eliteserien ha dovuto attendere il 21 marzo 2011: ha sostituito Michael Barrantes nella sconfitta interna per 1-2 contro il Fredrikstad.
Ha segnato la prima rete nel successo per 1-2 sul campo dello Stabæk. Si è svincolato al termine del campionato 2014.
Infortunato per lungo tempo, il 15 marzo 2016 è stato reso noto che Myklebust avrebbe ricominciato a giocare a calcio con la maglia dell'Emblem, compagine militante in 4. divisjon. L'anno seguente è passato al Norges Handelshøyskole.

## Statistiche

### Presenze e reti nei club
Statistiche aggiornate al 19 settembre 2017.
| Stagione        | Club            | Campionato      | Campionato | Campionato | Coppe nazionali | Coppe nazionali | Coppe nazionali | Coppe continentali | Coppe continentali | Coppe continentali | Supercoppe | Supercoppe | Supercoppe | Totale | Totale |
| Stagione        | Club            | Comp            | Pres       | Reti       | Comp            | Pres            | Reti            | Comp               | Pres               | Reti               | Comp       | Pres       | Reti       | Pres   | Reti   |
| --------------- | --------------- | --------------- | ---------- | ---------- | --------------- | --------------- | --------------- | ------------------ | ------------------ | ------------------ | ---------- | ---------- | ---------- | ------ | ------ |
| 2010            | Aalesund        | ES              | 0          | 0          | CN              | 1               | 1               | UEL                | 0                  | 0                  | SN         | 0          | 0          | 1      | 1      |
| 2011            | Aalesund        | ES              | 18         | 1          | CN              | 3               | 1               | UEL                | 4                  | 0                  | -          | -          | -          | 25     | 2      |
| 2012            | Aalesund        | ES              | 12         | 0          | CN              | 3               | 0               | UEL                | 1                  | 0                  | -          | -          | -          | 16     | 0      |
| 2013            | Aalesund        | ES              | 13         | 0          | CN              | 3               | 1               | -                  | -                  | -                  | -          | -          | -          | 16     | 1      |
| 2014            | Aalesund        | ES              | 0          | 0          | CN              | 0               | 0               | -                  | -                  | -                  | -          | -          | -          | 0      | 0      |
| Totale Aalesund | Totale Aalesund | Totale Aalesund | 43         | 1          |                 | 10              | 3               |                    | 5                  | 0                  |            | 0          | 0          | 58     | 4      |
| 2016            | Emblem          | 4D              | ?          | ?          | CN              | ?               | ?               | -                  | -                  | -                  | -          | -          | -          | ?      | ?      |
| 2017            | NHH             | 4D              | ?          | ?          | CN              | ?               | ?               | -                  | -                  | -                  | -          | -          | -          | ?      | ?      |
| Totale          | Totale          | Totale          | 43+        | 1+         |                 | 10+             | 3+              |                    | 5                  | 0                  |            | 1          | 0          | 58+    | 4+     |

## Palmarès

### Club

#### Competizioni nazionali
- Coppa di Norvegia: 1

Aalesund: 2011